# Krijgstucht bij de Nederlandse strijdkrachten
Krijgstucht betreft het geheel aan interne gedragsregels dat binnen de strijdkrachten geldt. Dit artikel beschrijft de krijgstucht bij de Nederlandse strijdkrachten. Een aantal vergrijpen tegen deze regels zijn zogenaamde "tuchtvergrijpen". Zwaardere vergrijpen of misdrijven vallen onder een ander regime, het militaire strafrecht. Militair tuchtrecht en militair strafrecht zijn in diverse wetten van het militair recht vastgelegd, met name de Wet militair tuchtrecht (WMT), het Wetboek van Militair Strafrecht (MSr) en de Wet internationale misdrijven.

## Tuchtrecht
Tijdens de opkomstdag wordt een militair door het opleidingsinstituut waar hij/zij opkomt (bijvoorbeeld het Schoolbataljon, de KMS of KMA) groepsgewijs formeel onder de krijgstucht gesteld.
Hoewel de wet op de krijgstucht is afgeschaft wordt er, zoals gebruikelijk in het Militair Jargon, nog steeds gebruikgemaakt van deze term.
Men spreekt ook wel van het toetsen aan de krijgstucht. Dit betekent dat wordt gekeken of iemand schuldig is aan een overtreding van de gedragsregels (tucht).

## Geschiedenis
De Wet op de krijgstucht werd in 1903 ingevoerd door de toenmalige minister van Oorlog Johannes Willem Bergansius.
Deze wet diende ter vervanging van de 'Criminele Wetboeken voor het Krijgsvolk te Water en te Lande'

## Wet militair tuchtrecht
De Wet op de krijgstucht is op 1 januari 1991 vervangen door de Wet militair tuchtrecht.
In deze wet staat omschreven:
- Waar, wanneer en op wie de wet van toepassing is.
- Wie de beschuldigde, de commandant en de beklagmeerdere is.
- Onder welke krijgsmacht de betrokken militair valt (van toepassing bij bijvoorbeeld uitzendingen).
- Overtredingen van de militaire tucht, misdragingen tegen de orde en misdragingen in verband met goederen en diensten
- De soorten straffen en wat deze inhoudelijk betekenen
- Bepaling met betrekking tot de "tot straffen bevoegde meerdere" (commandant)
- Uitleg over het opstarten van een tuchtproces
- Het recht op een vertrouwenspersoon
- De bevoegdheden van de "tot straffen bevoegde meerdere" (commandant)
- Het verloop en de procedure van het onderzoek (waaronder hoorzitting)
- De aanwezigheidsplicht
- Het zwijgrecht
- Wat als bewijsmiddel erkend wordt
- Beraad en uitspraak
- Bijzondere bepalingen (bijvoorbeeld een strafbaar feit)
- De beklagprocedure bij de beklagmeerdere (bezwaarschrift)
- De beroepsprocedure bij de Militaire Kamer (beroepschrift)
- Dwangmiddelen

## Wetboek van Militair Strafrecht
Het Wetboek van Militair Strafrecht beschrijft de straffen die per bewezen overtreding kunnen worden opgelegd.
Hoewel deze wet net als de bovengenoemde Wet op de krijgstucht in 1903 werd voorgesteld, trad zij pas op 1 januari 1923 in werking.
De verschillende strafvormen staan ook in de Wet militair tuchtrecht beschreven.
Tevens wordt er vermeld wat de maximumhoogte voor deze vorm van straf is.

## In de praktijk
Elke militair is verplicht om een geconstateerde overtreding direct te melden. Deze melding noemt men een 'rapport' gevolgd door een afkorting die bestaat uit 2 letters. De eerste letter heeft betrekking op de groep waar de commandant de leiding over heeft, de tweede is altijd de C van Commandant. Bijvoorbeeld Compagnies commandant (CC), Afdelingscommandant (AC), Bataljons Commandant (BC) etc. Bij welke autoriteit het rapport moet worden ingediend, hangt ervan af op welk organisatieniveau de overtreder zich bevindt. De autoriteit bij wie het rapport wordt ingediend wordt in het WMT aangemerkt als de "Tot Straffen Bevoegde Meerdere". Maakt de overtreder bijvoorbeeld deel uit van een bataljonsstaf, dan is de "Tot Straffen Bevoegde Meerdere" de bataljonscommandant.
De "Tot Straffen Bevoegde Meerdere" zal vervolgens een beschuldigingsformulier uitreiken aan de beschuldigde militair.
Op dit formulier staan datum, tijdstip en plaats waar een hoorzitting gehouden worden. De militair heeft het recht zich op deze hoorzitting bij te laten staan door een raadsman. In principe kan iedere militair optreden als raadsman, maar meestal is dit een jurist en/of iemand van een militaire vakbond.
Tevens heeft de militair het recht gebruik te maken van het zwijgrecht, maar is hij wel verplicht om te verschijnen.
Tijdens een hoorzitting kunnen eventuele getuigen opgeroepen worden, ook de beschuldigde heeft het recht een getuige te laten horen.
Als iedereen gehoord is krijgt de beschuldigde het laatste woord en is de zitting afgelopen.
Vervolgens zal de commandant, eventueel bijgestaan door een adviescommissie, in beraad gaan. Als deze commandant een beslissing heeft genomen dan zal de beschuldigde militair opnieuw een oproep krijgen om zich te melden. Indien de betrokken militair schuldig bevonden is krijgt deze te horen aan welke overtreding(en) de commandant hem of haar schuldig acht.
Vervolgens wordt er door de commandant wel of geen straf opgelegd, conform de krijgstucht. De commandant kan ook beslissen dat de schuldig bevonden militair geen of een milde straf krijgt. In sommige gevallen kan de commandant geen straf opleggen omdat de periode tussen overtreding en melding van de overtreding te groot is (in dat geval kan de meldingsplichtige aan de krijgstucht getoetst worden). Wanneer er geen straf opgelegd is en iemand wel schuldig is bevonden, kan dat desalniettemin gevolgen hebben voor de verdere carrière van de schuldig bevonden militair (denk aan slechte naam, bevorderingen, overplaatsingen of geen verlenging van aanstellingstermijn). Als iemand een straf opgelegd heeft gekregen, dan spreekt men in het Militair Jargon van een douw.
Wanneer een overtreding tevens een misdrijf oplevert, zal er in plaats van een tuchtrechtelijk onderzoek een strafrechtelijk onderzoek plaatsvinden door de Koninklijke Marechaussee waarna de officier van justitie besluit of er wel of geen strafvervolging komt. Besluit de officier van justitie vervolgens dat er geen strafvervolging komt, dan kan de commandant het tuchtrechtelijke proces verder vervolgen. Komt er wel een strafproces, dan wordt de militair door de officier van justitie gedagvaard bij de Militaire Kamer in de rechtbank Gelderland, in Arnhem. De Militaire Kamer treedt dan op als strafrechter, hetzij in meervoudige samenstelling (2 rechters en 1 militair lid), hetzij in enkelvoudige samenstelling (1 rechter).
De Militaire Kamer is, als tuchtrechter, ook de hoogste rechterlijke instantie in het tuchtproces. Daarvoor is nodig dat (tijdig) beroep wordt ingesteld tegen de beslissing van de beklagmeerdere. 